# Opalescence
L'opalescence est la propriété optique d'un matériau transparent ou translucide qui lui donne un aspect ou une teinte laiteuse, avec des reflets irisés rappelant ceux de l'opale.
L'opalescence critique désigne l'ensemble des phénomènes optiques qui accompagnent la disparition et la réapparition du ménisque à l'interface liquide-gaz d'un fluide autour de son point critique.